# Gemieira
Gemieira é uma povoação portuguesa sede da Freguesia de Gemieira do Município de Ponte de Lima, freguesia com 4,40 km² de área e 602 habitantes (censo de 2021), tendo, por isso, uma densidade populacional de 136,8 hab./km².

## Demografia
A população registada nos censos foi:
| Distribuição da População por Grupos Etários | Distribuição da População por Grupos Etários | Distribuição da População por Grupos Etários | Distribuição da População por Grupos Etários | Distribuição da População por Grupos Etários |
| -------------------------------------------- | -------------------------------------------- | -------------------------------------------- | -------------------------------------------- | -------------------------------------------- |
| Ano                                          | 0-14 Anos                                    | 15-24 Anos                                   | 25-64 Anos                                   | > 65 Anos                                    |
| 2001                                         | 103                                          | 88                                           | 297                                          | 84                                           |
| 2011                                         | 113                                          | 71                                           | 296                                          | 118                                          |
| 2021                                         | 79                                           | 64                                           | 316                                          | 143                                          |

## História
A primeira referência conhecida a Gemieira data de 1063. Sitava-se, na época, nos limites do Couto de Paradela. 
As Inquirições de D. Afonso II, feitas em 1220, aludem a Santiago da Gemieira, enquadrada na Terra de Penela. 
Vem mencionada nas Inquirições de 1258 e nas de D. Dinis de 1290, com categoria de freguesia, fazendo parte, nas primeiras, do julgado de Neiva e, nas últimas, novamente do julgado de Penela. 
Na taxação de 1320, a igreja de Santiago da Gemieira foi tabelada em cerca de 60 libras. 
No registo da cobrança das "colheitas" dos benefícios eclesiásticos do arcebispado de Braga, efectuado por D. Jorge da Costa, entre os anos de 1489 e 1493, tinha de rendimento 10 libras, ou seja, o correspondente a 765 réis, em dinheiro com "morturas", e 48 réis e meio de dízimas de searas. 
No Livro dos Benefícios e Comendas, de 1528, do qual existe uma cópia do século XVIII na Biblioteca Nacional de Lisboa, Gemieira, inserida ainda na Terra de Penela, figura com o rendimento de 50 mil réis. 
O Padre António Carvalho da Costa descreve esta antiga freguesia como abadia da apresentação da Mitra. Porém, a Estatística Paroquial, de 1862, diz que o direito de apresentação pertence ao pontífice, à coroa e à Mitra, alternadamente. 
Pertence à Diocese de Viana do Castelo desde 3 de novembro de 1977.

## Património
- Casa do Barreiro - Casa de meados do século XVII (Turismo de Habitação)